# Гусев, Николай Григорьевич (соборянин)
Николай Григорьевич Гусев (22 октября 1867, село Кугушерга, Яранский уезд, Вятская губерния — 17 июля 1934, Вятка) — преподаватель, редактор «Вятских епархиальных ведомостей» (1903–1917), публицист.

## Биография
Родился в семье священника. Женат.
Окончил Вятскую духовную семинарию и Казанскую духовную академию со с степенью кандидата богословия (1892).
Преподаватель словесности и педагогики (1892—1910), затем логики (1910—1918) в Вятском епархиальном женском училище.
Член и казначей епархиального училищного совета, коллежский асессор (1896), гласный Вятской думы, инициатор учреждения Городского попечительства о бедных, надворный советник (1898).
Совершил паломничество в Святую Землю, пожизненный член Вятского отдела Императорского православного палестинского общества(1899), распорядитель Палестинских чтений, коллежский советник, непременный член Вятского губернского комитета попечительства о народной трезвости, председатель его Комиссии по устройству собеседования с народом (1901), секретарь комитета по ремонту и благоустроению собора святого Александра Невского (1902), член 2-го городского по квартирному налогу присутствия, совета Братства святителя и чудотворца Николая, Вятского церковно-певческого общества, заведующий книжным складом и библиотекой-читальней при Народном доме, редактор неофициальной части «Вятских епархиальных ведомостей» (1903–1917).
Статский советник (1904), член Вятской ученой архивной комиссии (1907), преподаватель церковной, общей и русской истории в Вятской духовной семинарии, член редколлегии братских листков «Слово жизни» (1915).
В 1917—1918 годах член Поместного собора Православной российской церкви по избранию как мирянин от Вятской епархии, участвовал во всех трёх сессиях, член VIII, XIII отделов.
В мае 1918 года товарищ председателя Вятского епархиального собрания.
С начала 1919 года преподаватель во 2-й советской школе подростков Заводского района Вятки, сотрудник Губернского отдела народного образования, с августа архивариус в Вятском губернском архивном фонде (впоследствии — управлении).

## Награды
Ордена Святого Станислава 3-й (1898) и 2-й (1905) степени, Святой Анны 3-й (1902) и 2-й (1909) степени, Святого Владимира 4-й степени (1912).

## Сочинения
- Вниманию оо. депутатов будущего епархиального съезда; Каким образом священник может всего вернее узнать свою паству и приобрести на нее свое пастырское влияние; Случайная встреча; К сведению оо. уездных наблюдателей церковных школ // Вятские епархиальные ведомости. 1897. № 2, 10–11, 21.
- Крестьянин и книга // Вятские епархиальные ведомости. 1898. № 10.
- Школьные благотворительные общества // Народное образование. 1897. № 4.
- Седьмой педагогический класс при Вятском епархиальном женском училище; В школе слепых // Народное образование. 1899. № 2, 11.
- По поводу бесплатной и удешевленной рассылки творений св. Иоанна Златоуста; Обучение слепых; При освящении нового здания Слободской второклассной школы // Вятские епархиальные ведомости. 1899. № 3, 5, 20.
- Путешествие во Св. Землю; Поездка воспитанниц VII класса епархиального училища в г. Слободской; На акте в Вятском епархиальном училище; Преждевременные и малоосновательные опасения; Пред губернским земским собранием // Вятские епархиальные ведомости. 1900. № 7–10, 12–13, 21, 24.
- Путешествие в Святую землю. Вятка, 1900.
- Попечительства о народной трезвости. Вятка, 1902 (2-е изд.).
- Об устройстве народных чтений с туманными картинами и без них. Вятка, 1903 (3-е изд.).
- Город Елабуга (заметка по поводу книги Н. И. Шишкина) // Вятские губернские ведомости. Прил. 1903. 11 февраля. № 18. С. 4.
- Слово при погребении М. В. Плотниковой; Общества трезвости // Вятские епархиальные ведомости. 1902. № 8, 10–11.
- Вниманию лиц, устраивающих чтения со световыми картинами; При освящении нового здания Елабужского епархиального женского училища; Рецензии // Вятские епархиальные ведомости. 1903. № 19, 21, 23–24.
- Журнал «Дружеские речи» // Вятские епархиальные ведомости. 1904. № 2.
- Дети, будем любить наших добрых кормилиц-лошадок! Вятка, 1904 (4-е изд.).
- Дети, любите птичек! Вятка, 1904 (3-е изд.).
- К войне. Вятка, 1904.
- В. А. Тронин (Некролог); Вниманию духовенства (о борьбе с пьянством) // Вятские епархиальные ведомости. 1906. № 27, 36.
- При погребении прот. А. И. Люминарского // Вятские епархиальные ведомости. 1909. № 8.
- При погребении П. И. Воинова, свящ. Н. П. Дрягина // Вятские епархиальные ведомости. 1910. № 43, 48.
- Вятские преосвященные за 250 лет существования Вятской епархии. 1658–1908. Вятка, 1909.